# James Brooke
James Brooke, rádža ze Sarawaku (29. dubna 1803 – 11. června 1868) byl britský dobrodruh, který se stal prvním bílým rádžou ze Sarawaku.

## Životopis
James Brooke se narodil v Secrole, předměstí v Benáresu, v Indii. Jeho otec Thomas Brooke byl anglickým soudcem odvolacího soudu v Bareilly v Britské Indii, jeho matka Anne Marie, narozena v Hertfordshiru, byla dcerou skotského peera plukovníka Williama Stuarta, 9. Lorda Blantyrea, a jeho milenky Harriot Teasdaleové. James Brooke žil až do svých 12 let v Indii, poté byl odeslán do Anglie, kde se mu dostalo krátkého vzdělání v Norwich School, odkud však utekl. Po pobytu v Bathu se v 19 letech vrátil do Indie a vstoupil do Bengálské armády Britské Východoindické společnosti. Účastnil se akce v Assámu během první anglo-barmské války, v níž byl vážně zraněn a nato byl odeslán do Anglie k uzdravení. Roku 1830 se vrátil do Madrásu, ale nemohl se již vrátit ke své jednotce, a tak z vojenské služby vystoupil. Nalodil se na loď Castle Huntley, s kterou odcestoval přes Čínu domů.
Poté se James Brooke snažil o obchod na Dálném východě, ale nebyl úspěšný. Na Borneo přijel až roku 1838. Byl uchvácen malajským souostrovím, pomohl Pangeranovi Mudovi Hašimovi potlačit povstání v součinnosti se sultánem v Bruneji, který mu nato nabídl guvernérství v Sarawaku (1841). Rádža Brooke byl vysoce úspěšný v potírání rozšířeného pirátství v oblasti, přesto někteří malajští šlechtici připravili vraždu Mudy Hašima a jeho stoupenců. Brooke s asistencí britské jednotky z Číny ovládl Brunej a navrátil sultána na trůn. Sultán nato převedl svrchovanost nad Sarawakem na Brookea, který v roce 1846 zajistil ostrov Labuan pro britskou vládu. Obdržel titul rádžy ze Sarawaku dne 24. září 1841, částečně i díky vztahu se sultánovou dcerou, ale oficiální prohlášení bylo učiněno až 18. srpna 1842. Brooke založil a upevnil vládu nad Sarawakem. Reformoval správu, kodifikoval zákony a bojoval s piráty. Brooke se načas vrátil do Anglie (1847), kde byl jmenován guvernérem Labuanu, britským generálním konzulem na Borneu a rytířem komandérem Bathského řádu (KCB). Roku 1851 byl obžalován z překročení pravomocí a násilí proti domorodcům, tato obvinění se však nepotvrdila. Během své vlády Brooke čelil ze Sarawaku válečníkům jako byli Sharif Masahor a Rentap a také povstání čínských horníků v roce 1857, udržel se však vždy u moci. Brooke nakonec vládl nad Sarawakem až do své smrti roku 1868. Zemřel bez legitimních dědiců, roku 1861 jmenoval kapitána Johna Johnson-Brookea, staršího syna své sestry, svým nástupcem. Dva roky nato ale James Brooke toto své rozhodnutí zrušil pro Johnson-Brookeovu kritiku jeho osoby a nově jmenoval svým nástupcem Charlese Antoni Johnson-Brookea (1829–1917), dalšího syna své sestry. Ten pak byl rádžou na Sarawaku do své smrti roku 1917.

## Pojmenované druhy
Po Brookeovi byly pojmenovány i některé rostlinné a živočišné druhy :
- Rhododendron brookei, rhododendron, Hughem Lowem;
- láčkovka rádža (Nepenthes rajah), masožravá rostlina, Josephem Daltonem Hookerem;
- Trogonoptera brookiana, motýl, Alfredem R. Wallacem;
- Sundasciurus brookei, veverka Brookeova.